# Icchokas Meras
Icchokas Meras (Kelmė, 8 ottobre 1934 – Tel Aviv, 13 marzo 2014) è stato uno scrittore e sceneggiatore lituano. Era ebreo ed è sopravvissuto all'Olocausto.

## Riconoscimenti
- 2010 - Premio nazionale lituano

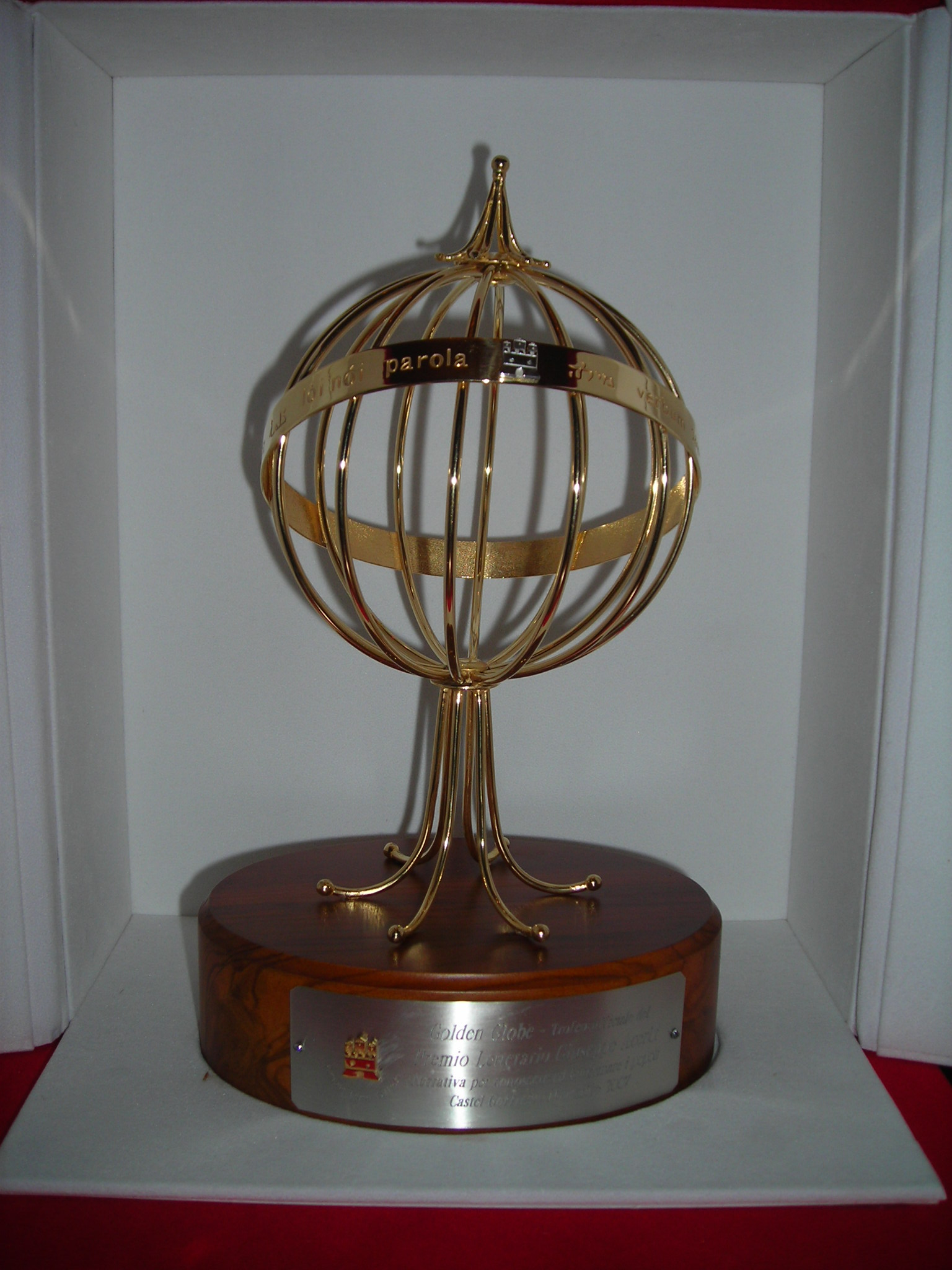
Premio letterario Giuseppe Acerbi.

- 2013 - Premio letterario Giuseppe Acerbi per il romanzo Scacco perpetuo.